# エクトロメリアウイルス
エクトロメリアウイルス(英: ectromeria virus;ECTV)とはポックスウイルス科オルソポックスウイルス属(en:Orthopoxvirus)に属するウイルスであり、マウスの疾病であるマウス痘を引き起こす。エクトロメリアウイルスは研究目的のマウスのコロニーからのみ見つかっている。マウス痘は皮膚病変と全身感染症を引き起こし、死亡することがある。エクトロメリアウイルスはマウスに自然に疾病を引き起こす唯一のポックスウイルスである。